# Toni Sailer
Anton Engelbert „Toni” Sailer (ur. 17 listopada 1935 w Kitzbühel, zm. 24 sierpnia 2009 w Innsbrucku) – austriacki narciarz alpejski, aktor i piosenkarz, trzykrotny mistrz olimpijski i wielokrotny złoty medalista mistrzostw świata.

## Kariera
Pierwsze sukcesy w karierze Toni Sailer osiągnął w 1956 roku, kiedy podczas igrzysk olimpijskich w Cortinie d’Ampezzo zdobył trzy złote medale. Austriak został pierwszym alpejczykiem, który wygrał wszystkie trzy konkurencje olimpijskie, największą przewagę osiągając w slalomie gigancie, w którym wyprzedził drugiego na mecie Andreasa Molterera o 6,2 sekundy. Igrzyska w Cortinie d’Ampezzo były równocześnie mistrzostwami świata, jednak kombinację rozgrywano tylko w ramach drugiej z tych imprez. Sailer zwyciężył również w tej konkurencji, wyprzedzając Francuza Charlesa Bozona o ponad 12 punktów oraz Szweda Stiga Sollandera o blisko 17 punktów. Został tym samym pierwszym alpejczykiem w historii, który zdobył trzy złote medale na jednych igrzyskach. Wynik ten wyrównał 12 lat później Francuz Jean-Claude Killy. Do 2010 roku pozostawał także jedynym Austriakiem, który zdobył trzy złote medale olimpijskie (na ZIO 2010 swoje trzecie tytuły olimpijskie zdobyli dwuboista Felix Gottwald oraz skoczek narciarski Thomas Morgenstern).
Na rozgrywanych dwa lata później mistrzostwach świata w Badgastein zdobył kolejne cztery medale. Sailer zwyciężył tam w zjeździe, gigancie i kombinacji, a w slalomie zajął drugie miejsce. W tych ostatnich zawodach rozdzielił na podium swego rodaka Josefa Riedera oraz Chiharu Igayę z Japonii. Strata Sailera do Riedera wyniosła zaledwie 0,7 sekundy. Ponadto w 1957 roku został potrójnym mistrzem Austrii, wygrywając slalom, slalom gigant i kombinację, w latach 1956–1957 wygrywał zawody Hahnenkammrennen w Kitzbühel, a w latach 1955–1958 cztery razy z rzędu był najlepszy w zawodach Lauberhornrennen w Wengen. W latach 1956, 1957 i 1958 otrzymywał tytuł austriackiego sportowca roku. W 1958 roku zakończył karierę.
W latach 1972–1976 był głównym trenerem reprezentacji Austrii w narciarstwie alpejskim oraz dyrektorem technicznym Austriackiego Związku Narciarskiego i delegatem technicznym międzynarodowego związku narciarskiego FIS. W 1985 roku otrzymał Order Olimpijski.
Po zakończeniu kariery prowadził hotel. Występował także w filmach (ukończył Berlińską Szkołę Aktorską), nagrywał piosenki (25 nagrań płytowych) oraz pisał książki. W 2000 roku został wybrany austriackim sportowcem stulecia.
Zmarł 24 sierpnia 2009 roku na nowotwór złośliwy krtani. Jego siostra Rosi Sailer oraz brat Rudi Sailer również uprawiali narciarstwo alpejskie.

## Osiągnięcia

### Igrzyska olimpijskie
| Miejsce | Dzień       | Rok  | Miejscowość       | Konkurencja | Czas biegu | Strata | Zwycięzca |
| ------- | ----------- | ---- | ----------------- | ----------- | ---------- | ------ | --------- |
| 1.      | 29 stycznia | 1956 | Cortina d’Ampezzo | Gigant      | 3:00,1     | –      | –         |
| 1.      | 31 stycznia | 1956 | Cortina d’Ampezzo | Slalom      | 3:14,7     | –      | –         |
| 1.      | 3 lutego    | 1956 | Cortina d’Ampezzo | Zjazd       | 2:52,2     | –      | –         |

### Mistrzostwa świata
| Miejsce | Dzień       | Rok  | Miejscowość       | Konkurencja | Czas biegu | Strata | Zwycięzca    |
| ------- | ----------- | ---- | ----------------- | ----------- | ---------- | ------ | ------------ |
| 1.      | 29 stycznia | 1956 | Cortina d’Ampezzo | Gigant      | 3:00,1     | –      | –            |
| 1.      | 31 stycznia | 1956 | Cortina d’Ampezzo | Slalom      | 3:14,7     | –      | –            |
| 1.      | 3 lutego    | 1956 | Cortina d’Ampezzo | Zjazd       | 2:52,2     | –      | –            |
| 1.      | 3 lutego    | 1956 | Cortina d’Ampezzo | Kombinacja  | 0,00 pkt   | –      | –            |
| 2.      | 2 lutego    | 1958 | Badgastein        | Slalom      | 1:55,1     | +0,7   | Josef Rieder |
| 1.      | 5 lutego    | 1958 | Badgastein        | Gigant      | 1:48,8     | –      | –            |
| 1.      | 9 lutego    | 1958 | Badgastein        | Zjazd       | 2:28,5     | –      | –            |
| 1.      | 9 lutego    | 1958 | Badgastein        | Kombinacja  | 0,36 pkt   | –      | –            |